# سمر حمزة
سمر عامر إبراهيم حمزة (مواليد 4 أبريل 1995) هي مصارِعة رومانية مصرية، مثّلت مصر في أولمبياد ريو دي جانيرو 2016 وحلّت في المركز الـ12 في الترتيب النهائي من منافسات المصارعة الرومانية فئة 75 كجم حرة.

## روابط خارجية
- سمر حمزة على موقع قاعدة بيانات المصارعة الدولية (الإنجليزية)
- سمر حمزة على موقع اللجنة الأولمبية الدولية (الإنجليزية)
- سمر حمزة على موقع أوليمبيديا (الإنجليزية)